# Fast Company (film, 1918)
Pour plus de détails, voir Fiche technique et Distribution.
Fast Company (littéralement : Compagnie rapide) est un film muet américain réalisé par Lynn Reynolds, sorti en 1918.

## Synopsis
Lawrence Van Huyler est l'héritier d'un grand nom issus d'une ligné royale néerlandaise, ce qui l'oblige à constamment marcher droit. La démolition d'une vieille maison, pendant des générations la demeure des Van Huyler, révèle leur vrai nom de famille. Lawrence est ravi de découvrir qu'il n'est pas de la royauté néerlandaise mais plutôt irlandais, son surnom paternel ayant été à l'origine O'Malley, et qu'il était autrefois lié à un pirate marin. Il peut dès lors se débarrasser de la prétention d'une naissance élevée et agir à sa guise. Il entreprend de gagner la main de sa bien-aimée Alicia Vanderveldt bien que cette dernière l'ait abandonné pour un fanfaron turbulent nommé Richard Barnaby,
Apprenant que ses ancêtres étaient vraiment tous des roturiers, Richard défie les souhaits de son père et accepte un travail de construction mal rémunéré et entreprend d'affronter les différentes personnes de son collège qui se moquaient de lui et le traitaient de pompeux. Lorsqu'il découvre que les exploits de Richard ne sont que de grands contes fabriqué, qu'il a tirés d'un roman d'aventure fictif, Lawrence le dénonce comme un menteur devant tout le monde et gagne l'amour d'Alicia quand elle voit à quel point il est devenu viril.

## Fiche technique
- Titre : Fast Company
- Réalisation : Lynn Reynolds
- Scénario :  Eugene B. Lewis, Waldemar Young, d'après une histoire de John McDermott
- Photographie : Edward Ullman
- Producteur :
- Société de production :  Universal Film Manufacturing Company
- Société de distribution :  Universal Film Manufacturing Company
- Pays de production :  États-Unis
- Langue : film muet avec les intertitres en anglais
- Métrage : 1 500 m (5 bobines)
- Format : Noir et blanc — 35 mm — 1,33:1 — Muet
- Genre : Comédie
- Durée : 50 minutes
- Date de sortie : 
  - États-Unis : 1er avril 1918

## Distribution
- Franklyn Farnum : Lawrence Percival Van Huyler
- Katherine Griffith : Mme Van Huyler
- Lon Chaney : Dan McCarty
- Fred Montague : Peter Van Huyler
- Juanita Hansen : Alicia Vanderveldt
- Edward Cecil (en) : Richard Barnaby